# Major Wright
Major Wright (Lauderdale Lakes, 1º luglio 1988) è un ex giocatore di football americano statunitense che ha militato nel ruolo di strong safety nella National Football League (NFL). Fu scelto nel corso del terzo giro (75º assoluto) del Draft NFL 2010 dai Chicago Bears. Al college giocò a football all'Università della Florida.

## Carriera professionistica

### Chicago Bears
Wright fu scelto nel corso del terzo giro del Draft 2010 dai Chicago Bears. Nella sua stagione da rookie, Wright disputò 11 partite, nessuna delle quali come titolare. Fece registrare il suo primo intercetto nel 2011 ai danni di Michael Vick dei Philadelphia Eagles, dopo che il passaggio era stato deviato da Lance Briggs verso Wright, che lo ritornò per 39 yard. Una settimana dopo contro i Detroit Lions intercettò un altro passaggio di Matthew Stafford, ritornandolo per 24 yard in touchdown. Nella settimana 3 della stagione 2012 contro i St. Louis Rams, Wright intercettò un passaggio di Sam Bradford e lo ritornò per 45 yard in touchdown. La sua stagione si concluse giocando per la prima volta tutte le 16 gare come titolare con i primati in carriera di tackle (53), intercetti (4) e passaggi deviati (8).
Nella settimana 3 della stagione 2013, Wright intercettò un passaggio di Ben Roethlisberger e lo ritornò per 38 yard in touchdown, contribuendo a mantenere i Bears imbattuti. La sua annata si concluse con un primato in carriera di 100 tackle, oltre a 2 intercetti e 2 fumble forzati.

### Tampa Bay Buccaneers
Il 4 aprile 2014, Wright firmò un contratto annuale coi Tampa Bay Buccaneers ma fu svincolato il 30 agosto, prima dell'inizio della stagione regolare. Il 3 settembre 2014, fu rifirmato dai Buccaners e concluse la stagione con 12 partite giocate, di cui 7 da titolare.
Il 7 marzo 2015, Wright firmò un rinnovo contrattuale biennale con i Buccaneers del valore di 4,5 milioni di dollari.

## Palmarès
- Campione NCAA: 1

Florida Gators: 2009

## Statistiche
| Partite totali      | 66  |
| Partite da titolare | 49  |
| Tackle              | 304 |
| Sack                | 0   |
| Intercetti          | 9   |
| Fumble forzati      | 3   |

Statistiche aggiornate alla stagione 2014